# Sid Luckman
College Football Hall of Fame 1960
Pro Football Hall of Fame 1965
(en) Statistiques sur pro-football-reference
Sidney Luckman (né le 21 novembre 1916 à Brooklyn et mort le 5 juillet 1998) est un ancien joueur américain de football américain. Il fit l'ensemble de sa carrière dans la franchise des Bears de Chicago.

## Carrière

### Enfance
Luckman naît à Brooklyn de parents d'origine allemande. Il commence à jouer au baseball ainsi qu'au football américain à l'Erasmus Hall High School et ses performances avec l'équipe de football amènent sur lui des propositions de plus de quarante universités.

### Université
Il choisit l'Université Columbia après avoir rencontré l'entraineur Lou Little. Lors de son passage à l'université, il complète 180 passes sur 376 tentées (47 % réussis) pour 2413 yards et 20 touchdowns inscrits grâce à ses passes. Il échoue à la troisième place du Trophée Heisman 1938 derrière Davey O'Brien et Marshall Goldberg.

### Professionnel
Il est choisi lors du premier tout de la draft de 1939 au second choix par l'entraineur des Bears de Chicago George Halas qui lui promet un contrat de 5,500$ que Luckman signe immédiatement.
Il commence lors de la saison 1939, il joue onze matchs réussissant 45,1 % de ses passes pour marquer cinq touchdowns. En 1940, il est mis dans la T-formation qui va permettre aux Bears de remporter le championnat de la NFL 1940 contre les Redskins de Washington de Sammy Baugh sur un score extraordinaire de 73-0. Ce système de jeu être utilisé de 1940 à 1946 va permettre à Chicago de remporter quatre championnat de la NFL.
En 1943, Luckman se porte comme volontaire dans la marine marchande et participe à la Seconde Guerre mondiale. Il revient en 1946 pour remporter son cinquième titre de champion de la NFL. 

## Décès
Le 5 juillet 1998, Luckman meurt à l'âge de 81 ans en Floride laissant son fils Bob et ses deux filles Gale et Ellen. Sa femme décède en 1981 d'un cancer.

## Statistiques
| Year   | Team    | G   | Comp | Attempts | Yards  | Completion % | TD  | INT | Passer rating |
| ------ | ------- | --- | ---- | -------- | ------ | ------------ | --- | --- | ------------- |
| 1939   | Chicago | 11  | 23   | 51       | 636    | 45,1 %       | 5   | 4   | 91.6          |
| 1940   | Chicago | 11  | 48   | 105      | 941    | 45,7 %       | 4   | 9   | 54.5          |
| 1941   | Chicago | 11  | 68   | 119      | 1,181  | 57,1 %       | 9   | 6   | 95.3          |
| 1942   | Chicago | 11  | 57   | 105      | 1,023  | 54,3 %       | 10  | 13  | 80.1          |
| 1943   | Chicago | 10  | 110  | 202      | 2,194  | 54,5 %       | 28  | 12  | 107.5         |
| 1944   | Chicago | 7   | 71   | 143      | 1,018  | 49,7 %       | 11  | 12  | 63.8          |
| 1945   | Chicago | 10  | 117  | 217      | 1,727  | 53,9 %       | 14  | 10  | 82.5          |
| 1946   | Chicago | 11  | 110  | 229      | 1,826  | 48 %         | 17  | 16  | 71.0          |
| 1947   | Chicago | 12  | 176  | 323      | 2,712  | 54,5 %       | 24  | 31  | 67.7          |
| 1948   | Chicago | 12  | 89   | 163      | 1,047  | 54,6 %       | 13  | 14  | 65.1          |
| 1949   | Chicago | 11  | 22   | 50       | 200    | 44 %         | 1   | 3   | 37.1          |
| 1950   | Chicago | 11  | 13   | 37       | 180    | 35,1 %       | 1   | 2   | 38.1          |
| Totals | Totals  | 128 | 904  | 1,744    | 14,685 | 51,8 %       | 137 | 132 | 75.0          |

## Palmarès
- Trophée Joe F. Carr en 1943
- Champion de la NFL: 1940, 1941, 1943 et 1946